# فريدريك داهل
فريدريك داهل (بالألمانية: Friedrich Dahl)‏ هو عالم حيوانات ألماني، ولد في 24 يونيو 1856 في شلسفيغ هولشتاين في ألمانيا، وتوفي في 29 يونيو 1929 في غرايفسفالد في ألمانيا.